# Hlyniany
Hlyniany (em ucraniano:  Глиня́ни, em polonês/polaco:  Gliniany,em iídiche:  גלינא Galina) é uma cidade da Ucrânia, situada no Oblast de Leópolis. Tem 5,45 km² de área e sua população em 2020 foi estimada em 3.050 habitantes.